# Kerncentrale Loviisa
Kerncentrale Loviisa (Fins: Loviisan ydinvoimalaitos) in Loviisa was de eerste kerncentrale in Finland en heeft twee actieve reactoren.
Loviisa 1 en 2 zijn van het Russisch type 2e generatie VVER Drukwaterreactor. Een voorstel voor een derde reactor (Loviisa 3), werd in 2010 afgewezen.
| Reactorblok | Reactortype   | Elektriciteits- capaciteit | Begin bouw | Inbedrijfname |
| ----------- | ------------- | -------------------------- | ---------- | ------------- |
| Loviisa 1   | VVER-440/V213 | 496 MW                     | 1971       | 1977          |
| Loviisa 2   | VVER-440/V213 | 496 MW                     | 1972       | 1981          |